# جانوس بالوف
جانوس بالوف (بالمجرية: Balogh János)‏ هو لاعب كرة قدم مجري، ولد في 29 نوفمبر 1982 في دبرتسن في المجر. شارك مع منتخب المجر تحت 17 سنة لكرة القدم ومنتخب المجر تحت 21 سنة لكرة القدم ومنتخب المجر لكرة القدم. أما مع النوادي، فقد لعب مع نادي دبرتسني وهارت أوف ميدلوثيان.

## وصلات خارجية
- جانوس بالوف على موقع قاعدة بيانات كرة القدم.إي يو (الإنجليزية)
- جانوس بالوف على موقع ناشيونال فوتبول تيمز (الإنجليزية)
- جانوس بالوف على موقع Soccerbase.com (لاعب) (الإنجليزية)